# 小臺灣

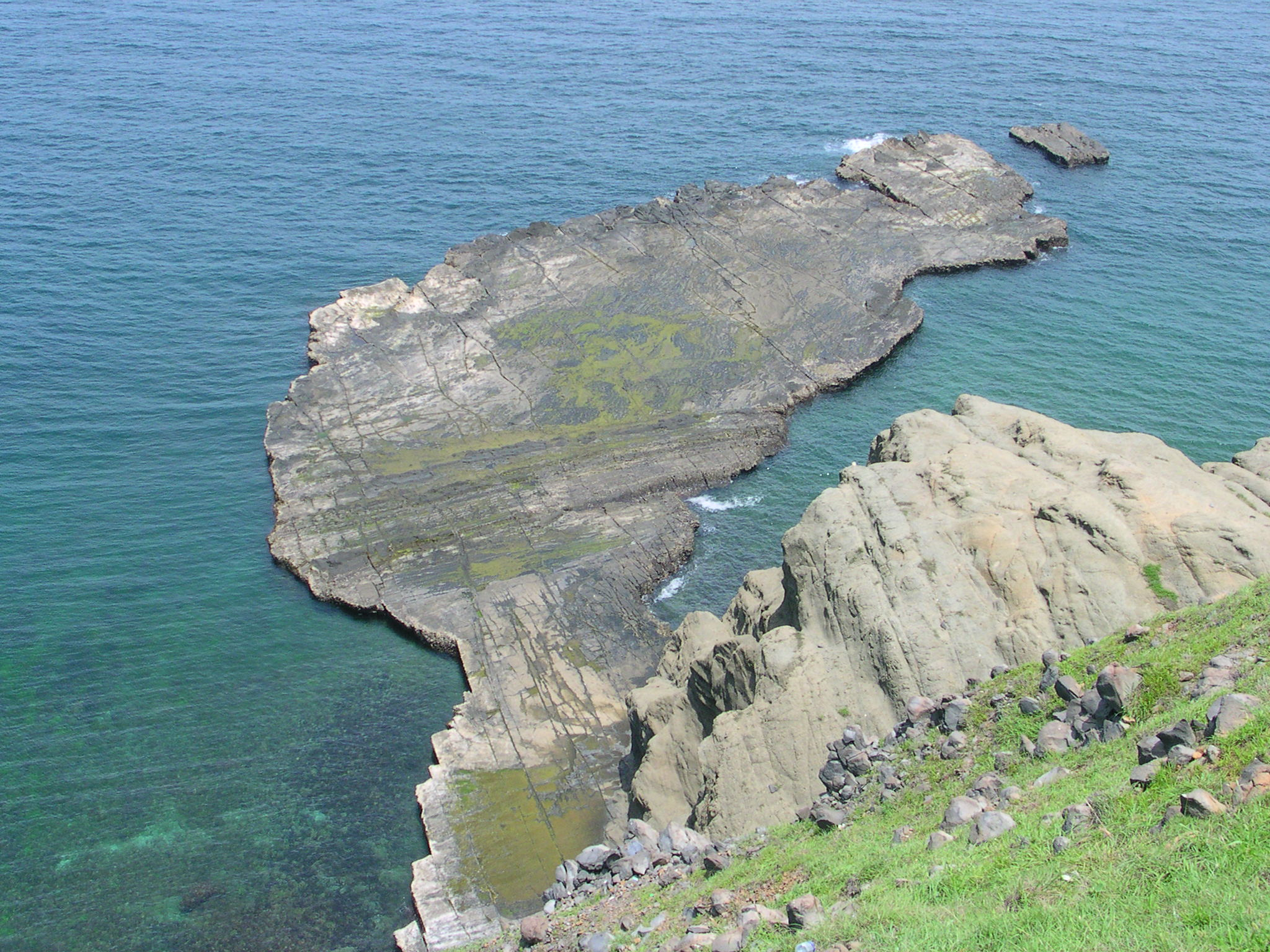
小臺灣

小臺灣，位於臺灣澎湖縣七美鄉七美嶼東部，為天然海蝕平台。
小臺灣因退潮時，海蝕平台類似臺灣島輪廓而得名。與七美雙心石滬並列為七美熱門景點。

## 比較

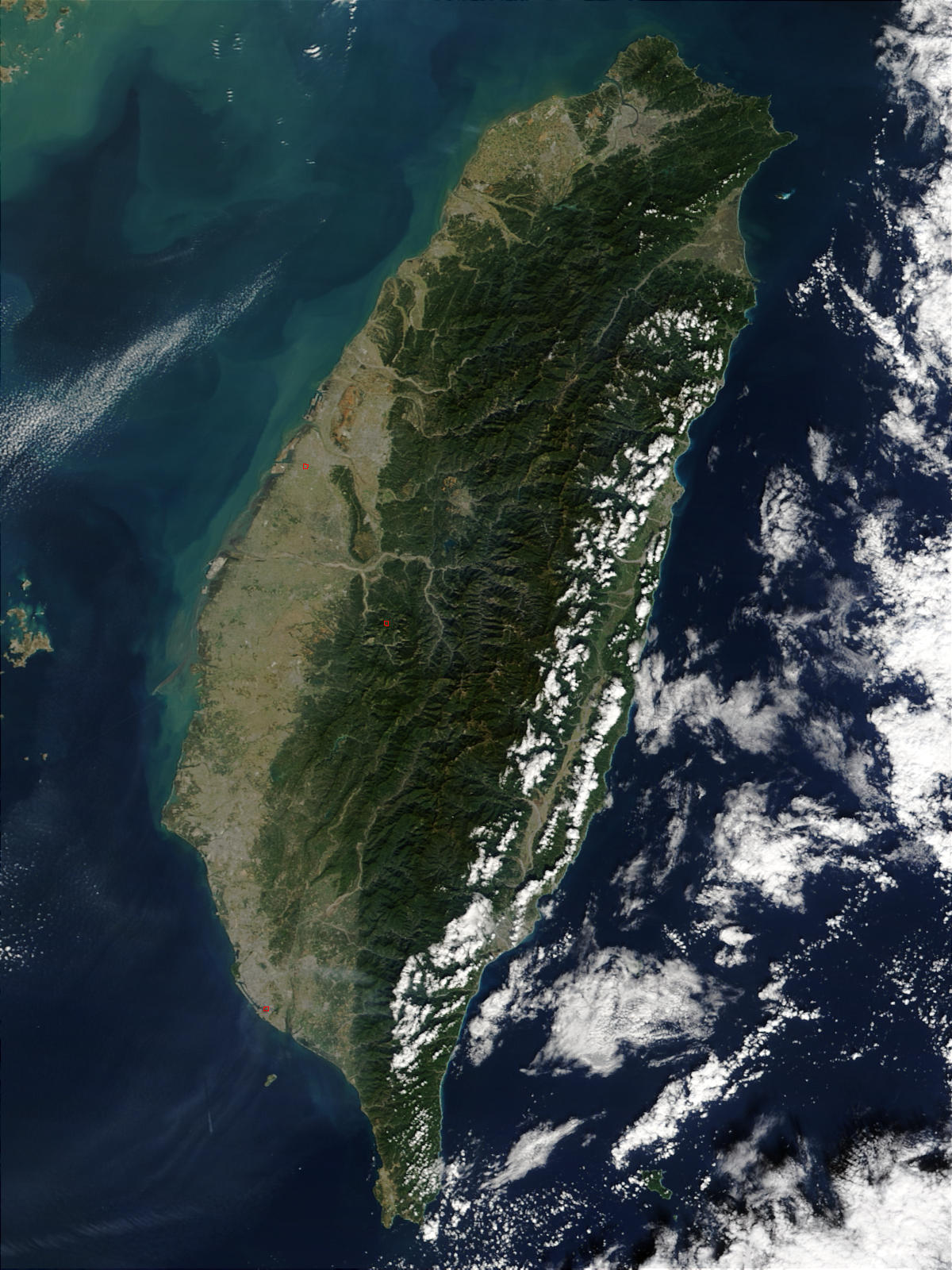
臺灣衛星空照圖

## 其他意思
早年香港的調景嶺，也有小臺灣之稱，因為1949年國共內戰，國民黨退守台灣後，一部份跟隨的國民黨離開中國大陸的軍民輾轉來到香港成為難民。他們聚居在調景嶺，等待留守台灣的國民黨政府接他們回去，不過有部份難民沒有移居台灣，反而在香港落地生根，每逢雙十節，調景嶺眾村落便掛滿青天白日滿地紅的旗幟。直到香港主權移交前的1990年代初，港英政府將調景嶺發展為新市鎮，昔日青天白日紅旗之旗海飄揚場面再不復見。

## 外部連結
- 小臺灣衛星圖